# Championnats d'Océanie de cyclisme sur piste 2015
Navigation
Championnats d'Océanie 2014 Championnats d'Océanie 2016
Les Championnats d'Océanie de cyclisme sur piste 2015 (officiellement 2015 Oceania Track Championships) se sont déroulés du 8 au 11 octobre 2015 sur le vélodrome d'Invercargill en Nouvelle-Zélande.
Les 10 épreuves olympiques (vitesse, vitesse par équipes, keirin, poursuite par équipes et omnium pour les hommes et les femmes) et des épreuves non-olympiques ont lieu dans le cadre de ces championnats d'Océanie. Le championnat est la première compétition pour les coureurs d'Océanie qui rapporte des points pour la qualification en vue des Jeux olympiques de 2016.
Des épreuves réservées aux coureurs juniors (moins de 19 ans) sont également au programme.

## Résultats des championnats élites

### Épreuves masculines
| Épreuves               | Or                                                                     | Argent                                                                 | Bronze                                                 |
| ---------------------- | ---------------------------------------------------------------------- | ---------------------------------------------------------------------- | ------------------------------------------------------ |
| Kilomètre              | Zac Williams (NZL)                                                     | Simon van Velthooven (NZL)                                             | Jeremy Presbury(NZL)                                   |
| Keirin                 | Matthew Glaetzer (AUS)                                                 | Simon van Velthooven (NZL)                                             | Mitchell Bullen (AUS)                                  |
| Vitesse individuelle   | Matthew Glaetzer (AUS)                                                 | Edward Dawkins (NZL)                                                   | Patrick Constable (AUS)                                |
| Vitesse par équipes    | Nouvelle-Zélande Edward Dawkins Sam Webster Ethan Mitchell             | Australie Patrick Constable Matthew Glaetzer Jacob Schmid              | Australie Braeden Dean Thomas Clarke Jai Angsuthasawit |
| Poursuite individuelle | Hayden Roulston (NZL)                                                  | Rohan Wight (AUS)                                                      | Alexander Morgan (AUS)                                 |
| Poursuite par équipes  | Nouvelle-Zélande Hayden Roulston Aaron Gate Luke Mudgway Nick Kergozou | Australie Rohan Wight Alexander Morgan Alexander Porter James Robinson |                                                        |
| Course aux points      | Aaron Gate (NZL)                                                       | Hayden Roulston (NZL)                                                  | Luke Mudgway (NZL)                                     |
| Course scratch         | Luke Mudgway (NZL)                                                     | Sam Welsford (AUS)                                                     | Jackson Law (AUS)                                      |
| Course à l'américaine  | Nouvelle-Zélande Cameron Karwowski Nick Kergozou                       | Australie Sam Welsford Jackson Law                                     | Nouvelle-Zélande Thomas Sexton Luke Mudgway            |
| Omnium                 | Sam Welsford (AUS)                                                     | Aaron Gate (NZL)                                                       | Nick Kergozou (NZL)                                    |

### Épreuves féminines
| Épreuves               | Or                                                                                           | Argent                                                               | Bronze                                                                               |
| ---------------------- | -------------------------------------------------------------------------------------------- | -------------------------------------------------------------------- | ------------------------------------------------------------------------------------ |
| 500 mètres             | Kaarle McCulloch (AUS)                                                                       | Natasha Hansen (NZL)                                                 | Katie Schofield (NZL)                                                                |
| Keirin                 | Stephanie Morton (AUS)                                                                       | Natasha Hansen (NZL)                                                 | Anna Meares (AUS)                                                                    |
| Vitesse individuelle   | Kaarle McCulloch (AUS)                                                                       | Stephanie Morton (AUS)                                               | Natasha Hansen (NZL)                                                                 |
| Vitesse par équipes    | Australie Anna Meares Kaarle McCulloch                                                       | Nouvelle-Zélande Katie Schofield Natasha Hansen                      | Australie Catherine Culvenor Stefanie Fernandez-Preiska                              |
| Poursuite individuelle | Georgia Baker (AUS)                                                                          | Macey Stewart (AUS)                                                  | Hannah Van Kampen (NZL)                                                              |
| Poursuite par équipes  | Nouvelle-Zélande Holly Edmondston Kirstie James Alysha Keith Elizabeth Steel Philippa Sutton | Australie Macey Stewart Georgia Baker Elissa Wundersitz Lauren Perry | Australie Emily Shearman Libby Arbuckle Holly Blakely Ellesse Andrews Nicole Shields |
| Course aux points      | Macey Stewart (AUS)                                                                          | Georgia Baker (AUS)                                                  | Alysha Keith (NZL)                                                                   |
| Course scratch         | Lauren Perry (AUS)                                                                           | Sophie Williamson (NZL)                                              | Alysha Keith (NZL)                                                                   |
| Omnium                 | Georgia Baker (AUS)                                                                          | Sophie Williamson (NZL)                                              | Elissa Wundersitz (AUS)                                                              |

## Résultats des championnats juniors

### Épreuves masculines
| Épreuves               | Or                                                             | Argent                                                             | Bronze                                                                       |
| ---------------------- | -------------------------------------------------------------- | ------------------------------------------------------------------ | ---------------------------------------------------------------------------- |
| Kilomètre              | Bradly Knipe (NZL)                                             | Kye Bonser (AUS)                                                   | Kai Chapman (AUS)                                                            |
| Keirin                 | Bradly Knipe (NZL)                                             | Hamish Beadle (NZL)                                                | Kye Bonser (AUS)                                                             |
| Vitesse individuelle   | Bradly Knipe (NZL)                                             | Kye Bonser (AUS)                                                   | Charles Hofman (AUS)                                                         |
| Vitesse par équipes    | Nouvelle-Zélande Bradly Knipe Hamish Beadle Jackson Ogle       | Australie Kye Bonser Charles Hofman Kai Chapman                    | Nouvelle-Zélande Mitchell Morris Hayden Strong Kain Bowles-Davidson          |
| Poursuite individuelle | Connor Brown (NZL)                                             | Joshua Scott (NZL)                                                 | Hugo Jones (NZL)                                                             |
| Poursuite par équipes  | Nouvelle-Zélande Tom Sexton Connor Brown Hugo Jones Josh Scott | Australie Ryan Schilt Thomas Bolton Nicholas Edwards Joshua Toovey | Nouvelle-Zélande Carne Groube Jack Pedler Hayden Strong Kain Bowles-Davidson |
| Course aux points      | Joshua Toovey (AUS)                                            | Magnus Tuxen Rosing (NZL)                                          | Hayden Strong (NZL)                                                          |
| Course scratch         | Carne Groube (NZL)                                             | Ryan Schilt (AUS)                                                  | Thomas Bolton (AUS)                                                          |
| Omnium                 | Ryan Schilt (AUS)                                              | Tom Sexton (NZL)                                                   | Nicholas Edwards (AUS)                                                       |

### Épreuves féminines
| Épreuves               | Or                                            | Argent                                  | Bronze                                  |
| ---------------------- | --------------------------------------------- | --------------------------------------- | --------------------------------------- |
| 500 mètres             | Tahlay Christie (AUS)                         | Georgia Quick (AUS)                     | Chelsea Oaten (AUS)                     |
| Keirin                 | Tahlay Christie (AUS)                         | Emma Cumming (NZL)                      | Georgia Quick (AUS)                     |
| Vitesse individuelle   | Tahlay Christie (AUS)                         | Emma Cumming (NZL)                      | Georgia Quick (AUS)                     |
| Vitesse par équipes    | Nouvelle-Zélande Emma Cumming Ellesse Andrews | Australie Tahlay Christie Georgia Quick | Nouvelle-Zélande Jaymie King Tess Young |
| Poursuite individuelle | Chloe Heffernan (AUS)                         | Nicole Shields (NZL)                    | Laura Jones (AUS)                       |
| Course scratch         | Ellesse Andrews (NZL)                         | Emma Cumming (NZL)                      | Chloe Heffernan (AUS)                   |
| Omnium                 | Emily Shearman (NZL)                          | Ellesse Andrews (NZL)                   | Chloe Heffernan (AUS)                   |

## Tableaux des médailles
| Rang  | Nation           | Or | Argent | Bronze | Total |
| ----- | ---------------- | -- | ------ | ------ | ----- |
| 1     | Australie        | 11 | 9      | 9      | 29    |
| 2     | Nouvelle-Zélande | 8  | 10     | 9      | 27    |
| Total | Total            | 19 | 19     | 18     | 56    |

| Rang  | Nation           | Or | Argent | Bronze | Total |
| ----- | ---------------- | -- | ------ | ------ | ----- |
| 1     | Nouvelle-Zélande | 10 | 9      | 5      | 24    |
| 2     | Australie        | 6  | 7      | 11     | 24    |
| Total | Total            | 16 | 16     | 16     | 48    |

### Championnats élites et juniors
| Rang  | Nation           | Or | Argent | Bronze | Total |
| ----- | ---------------- | -- | ------ | ------ | ----- |
| 1     | Nouvelle-Zélande | 18 | 19     | 14     | 51    |
| 2     | Australie        | 17 | 16     | 20     | 53    |
| Total | Total            | 35 | 35     | 34     | 104   |